# Kodowanie CMI

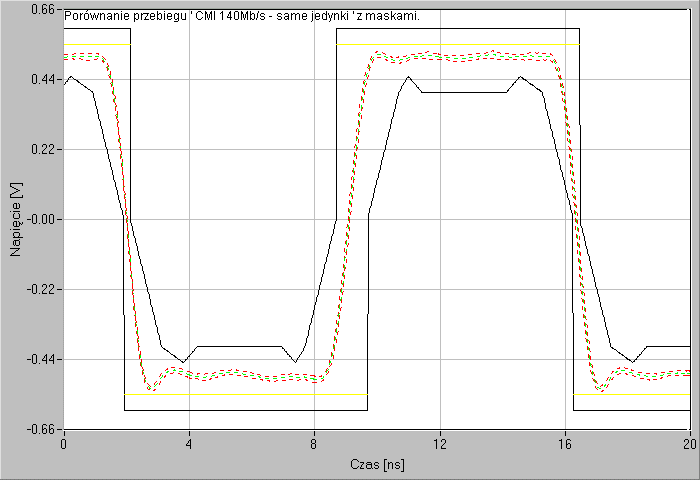
Maska nieramkowanego sygnału PDH kodowanego za pomocą kodu CMI, wzór „wszystkie jedynki”.

CMI (ang. Coded Mark Inversion) – kod dwuwartościowy, zalecany do kodowania sygnałów o przepływności 140 Mbit/s, będący modyfikacją kodu Manchester. Jak widać na wykresie, zawiera tylko wartości +1 i −1. Cechuje je brak składowej stałej oraz zajmowanie szerokiego pasma {\displaystyle (2f_{0}),} przy zachowaniu większości energii w pierwszej jego części.
W kodzie tym wartość binarnej jedynki jest przedstawiona naprzemiennie w postaci stanu +1 lub −1, natomiast wartość binarnego zera w postaci stanu −1 w pierwszej połowie tego bitu i w postaci stanu +1 w drugiej połowie bitu.

## Reguła kodowania
{\displaystyle 0\colon \quad \rho _{0}(t)=\left\{{\begin{array}{l}-v&\mathrm {dla} \ \ 0\leqslant t<T/2\\+v&\mathrm {dla} \ \ T/2\leqslant t<T\end{array}}\right.}
{\displaystyle 1\colon \quad \rho _{1}(t)=v\mathrm {Rect} _{[0,5]}(t),\quad \rho _{2}(t)=-\rho _{1}(t).}

## Przeróbki bitów
Wykonywane są bez udziału sygnału zegarowego
4B → 5B   (stosowany w sieci Fast Ethernet)
8B → 10B
Możliwe jest wówczas podwyższenie częstotliwości zegarowej.

### Przykład
0 0 0 0 → 1 1 0 1 1 lub 0 0 1 0 0
1 1 1 1 → 1 1 1 1 1 lub 0 0 0 0 0

## Zastosowanie
W polskich liniach przesyłowych kod CMI stosuje się głównie przy przesyle sygnałów PDH przy przepływnościach 140 Mbit/s oraz w [SDH] elektrycznym sygnale STM-1 o przepływności 155 Mbit/s. Przy niższych przepływnościach (2, 8 i 34 Mbit/s) wykorzystywany jest kod HDB3, a w optycznych [SDH] kod NRZ.